# ヨブ記
『ヨブ記』（ヨブき、ヘブライ語: סֵפֶר אִיּוֹב）は、『旧約聖書』に収められている書物で、ユダヤ教では「諸書」の範疇の三番目に数えられている。ユダヤ教の伝統では同書を執筆したのはモーセであったとされているが、実際の作者は不詳。高等批評に立つ者は、紀元前5世紀から紀元前3世紀ごろにパレスチナで成立した文献と見る。ヘブライ語で書かれている。『ヨブ記』では古より人間社会の中に存在していた神の裁きと苦難に関する問題に焦点が当てられている。正しい人に悪い事が起きる、すなわち何も悪い事をしていないのに苦しまねばならない、という『義人の苦難』というテーマを扱った文献として知られている。

## 構造
『ヨブ記』は平易なヘブライ語で書かれており、
1. 散文調の導入（1:1～2：13）及び終結（42：7～42：17）
2. ヘブライ語独特の韻文調の議論（3：2～42：6）

の2つに大きく区分される。原典はマソラ本文であるが、死海文書との相違点はほとんどなく、長期にわたって正確に伝承されてきたといえる。
散文調と韻文調の表現方法の相違はマソラ学者の間では久しく知られていた。このため散文に用いられるタアミーム（抑揚記号）の形式を決定するのとは別に、詩文学（『ヨブ記』、『箴言』、『詩篇』）のためのタアミームについても議論を重ねることになった。また、この相違によって『ヨブ記』の執筆には多数の著述家が関わっていると結論する研究がもたらされたりもした。
文書に不整合があり、『ヨブ記』は複数の別文書を編集して作成されたのではないか、エリフや神の示現は後世代の追記ではないか、難解な表現はアラム語やセム語等の転写ではないか等の議論が絶えず、元々複数の文書であったものを、モーセ五書の時代から紀元前数世紀の長期にわたって一つの文書にまとめ上げられたのではないかとも考えられている。
なお『ヨブ記』には一般的に悪魔の王と思われているサタンが神(主)の前に現れている。

## 内容

### 導入部
ヨブはウツの地の住民の中でも特に高潔であった。彼は七人の息子と三人の娘、そして多くの財産によって祝福されていた。ヨブが幸福の絶頂にあった頃のある日、天では主の御前にサタンほか「神の使いたち」（新共同訳）が集まっていた。主はサタンの前にヨブの義を示す。サタンとてヨブの義を否定することはできないが、サタンは、ヨブの信仰心の動機を怪しみ、ヨブの信仰は利益を期待してのものであって、財産を失えば神に面と向かって呪うだろうと指摘する。サタンの試みは、ヨブの無償の信仰及び無償の愛の世界観の否定である。
神はヨブを信頼しており、サタンの指摘を受け入れて財産を奪うことを認め、ただし、命に手を出すことを禁ずる。サタンによってヨブは最愛の者や財産を失うが無垢であり罪を犯さなかった。サタンは最初に敗北する。サタンは、試みが徹底していなかったため、今度はヨブの肉体自身に苦しみを与えようと、再度神に挑戦をする。サタンは神を挑発して、さらにヨブ自身に危害を加える権利を得て、サタンによってヨブはひどい皮膚病に冒されてしまう。
当時の社会情勢下では、皮膚病は社会的に死を宣告されたことを意味し、ヨブは灰の中に座っていた。ヨブの妻まで神を呪って死ぬ方がましだと主張するようになるが、ヨブは次のように答えて退ける。
神はサタンに勝利する。そして、壮絶な韻文調の議論が展開される。

### 三人の友人との議論
その後、ヨブの三人の友人、テマン人エリファズ、シュア人ビルダド、ナアマ人ツォファルが彼を慰めるべく、それぞれの国から旅して来た。社会的に死を迎えているヨブを訪問する行為は賞賛に値する行為である。彼らは7日7晩、ヨブとともに座っていたが、激しい苦痛を見ると話しかけることもできなかった。やがて友人たちはヨブに、ヨブがこんなに悪い目にあうのは実は何か悪いことをした報いではないか、洗いざらい罪を認めたらどうかと議論し、身に覚えのないヨブは反発する。

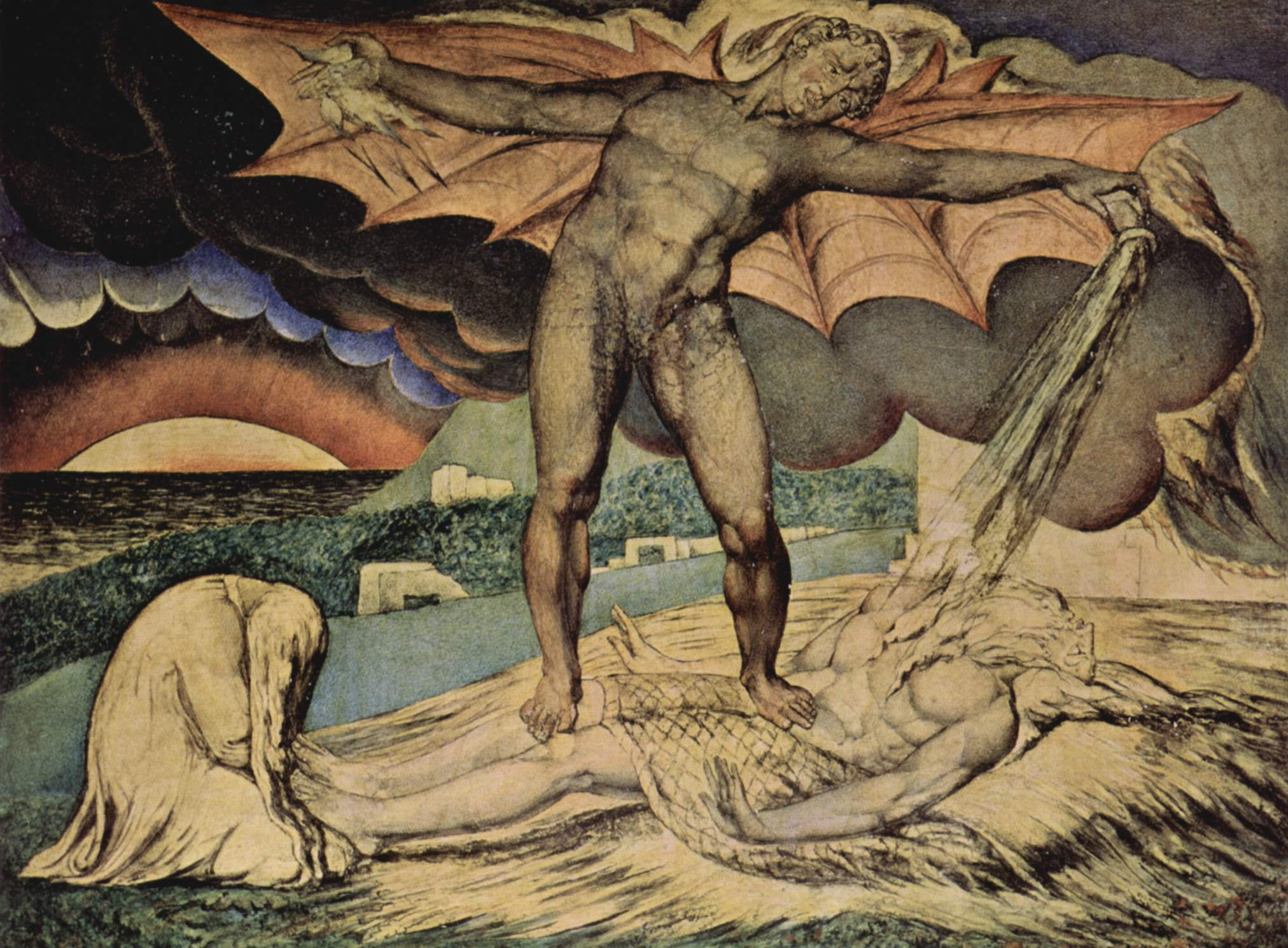
ヨブに襲い掛かるサタン (ウィリアム・ブレイク)

#### 傾向
彼らが交わした議論は主題ごとに五つの区分に分けることができる。また、ヨブ→エリファズ→ヨブ→ビルダド→ヨブ→ツォファルという議論の流れが三回繰り返される。この議論の後、エリフの主張（ただし、ヨブはそれに対して何も答えない）、神の応答と続く。この一連の議論にはいくつかの傾向がうかがえる。
- 三人の友の中ではエリファズが筆頭であり、聖職者であることがうかがえる[11]。それにビルダド、ツォファルが続く。
- 倫理的には、明らかに悪循環に陥っている。一巡目の議論ではそれぞれが礼儀をわきまえ概ね静かに対話が進んでゆくのだが、二巡目になると表現が厳しくなり、三巡目では友人たちの側から「あなたは甚だしく悪を行い/限りもなく不正を行ったではないか。」（22：5）といった言葉が飛び出せば、ヨブもまた「わたしに敵対する者こそ罪に定められ/わたしに逆らう者こそ不正とされるべきだ。」（27：7）と答えるほど雰囲気が険悪化している。
- 議論の進展に伴い、抽象論から具体的に的を射たものになっていく。宗教的指導者と苦境にあるもの代表としてのヨブとの議論であり、ヨブは前者の説教への疑問を呈しており、本来は自分の主張は宗教観に含まれるべき（聞いてもらうことが慰め[12]）と主張している。

#### 議論の内容
サタンの試練に遭って、苦しみの中でヨブは憂鬱な態度で自分の生まれた日を呪い（混沌に帰したい）、死以外の解決方法を見いだせないでいた。三人の友人はエリファズを筆頭に、慰めを兼ねて因果律を説く。三人の友人の主張は、前述のサタンの主張と関連しており、神は正しい者に祝福を与えて罪を犯した人に災いを与えるという因果応報の原理（因果応報は、倫理観を引き出す強い力になるが、社会的弱者や病人には過酷である。）を盾に、元の境遇に戻るために、ヨブが罪を認めて神の信仰に戻ることを求めるというものであった。しかし、ヨブには思い当たるふしがなく、えん罪を主張する。
- 仮にヨブが罪を認めて元の境遇に戻してもらうよう祈った場合、利益のための信仰でありサタンが勝利する。
- 混沌に帰すことは神に対する冒涜とも考えられるが、サタンは勝利宣告をしていない。複数の文書の編集故か不明であるが、少なくとも形式的な倫理が主題ではないのかも知れない。また、友人との議論の段階では、自らの境遇の変化に対して心理的に後退しており、受け入れ方に若干の相違がある。

友人たちは、神はこの世を正しく裁いており、その裁きに疑念を抱く余地はないと執拗に繰り返し、ヨブが罰せられた以上、彼は間違いなく何らかの罪を犯したのであるから、神と和解して正しい教えを抱き祈るのが答えであると諭す。また、神の前では正しい人間など一人もおらず、それぞれがその罪に応じた罰を受けるものであると主張する。ヨブは神だけが把握している認識できない罪まで問われるのは正当でないと反論する。
当初からヨブは無垢な信仰を持っていたが、サタンによる試練や友人との議論をきっかけに、災いと罪との安易な関連づけに疑問を持ちながら、神自身の登場を待つところまで信仰について深く踏み込んでいく。ヨブは議論を経て、塵である自らを（無償で）贖う方の存在を予告し、因果応報と異なる世界観の存在を宣告する。
エリファズの主張は三人の友人の議論を先導しており、ヨブが富んでいたことに対して、神の正義に照らした場合、本来は貧しい者の所有物を奪っていた行為によるものなのではないかと断言する。双方は引けないところまで議論が進み、一方でヨブが、権力を持って生まれ非道に奪い抑圧する者によって、貧しく生まれ貧しく生きる無垢の人々が自分と共にいることを認識するに至り（24章の貧者の詳細が鮮明なのは、貧者の状況に目が行き届いていることを示している）、自分は因果応報の一般論だけではなく、どこかに結論を得なければならないことを知り、三人の友人に比べて言葉を増すようになる。ヨブは自らの正しさを確信し、友人は沈黙する。それに対してエリフが怒る。
- 【新約聖書と貧困・災難や社会正義の関連】
  - 貧困や病苦の存在と因果応報に関する友人との議論は、当時のユダヤ人の宗教的指導者及びユダがイエスの十字架による救いではなく政治的な栄光による救いを求めていたことを連想させる。
  - イエスは積極的に貧困や悲惨を肯定的に捉えている。[17]
  - 社会正義については、イエスは毒麦は刈り入れまで待つと言及している。[18]

- 【新約聖書における因果応報と災いの考え方の例】
  - 因果応報による例
    - イエスはその人たちの信仰を見て、「人よ、あなたの罪は赦された」と言われた。（ルカ5：20）
    - その人はすぐさま皆の前で立ち上がり、寝ていた台を取り上げ、神を賛美しながら家に帰って行った。（同5：25）

  - 因果応報によらない例
    - 「ラビ、この人が生まれつき目が見えないのは、だれが罪を犯したからですか。本人ですか。それとも、両親ですか。」（ヨハネ9：2）
    - 「本人が罪を犯したからでも、両親が罪を犯したからでもない。神の業がこの人に現れるためである。」（同9：3）

#### エリフの主張
三人の友は受けた災いの故にヨブを断罪するが、それに対してヨブは自らの神に対する潔白を主張し、なおかつ正義を盾に引き下がらない。このような堂々巡りのまま彼らがヨブの説得を果たせずにいるところにエリフが登場し、ヨブの罪を示せなかったことに憤慨しながら意見を述べる。
エリフはヨブには罪があるかどうかは神が判断することであって、議論の方法に問題があると主張する。仮にヨブの主張を認めると、神の正義は完全でなくなり、神の倫理が無秩序なものになってしまうことに憤慨している。ただし、エリフの主張は、神の万能性に倫理の根拠を置いており、倫理的な関連性についてではなく形式的な視点に基づいており、文章中の情報から評価することは難しく、文章中から明確な論点が導き出せる場合を除いて、詳細な解釈は避けた方が無難である。

#### 神の応答
言葉を尽くしたヨブは、この苦難に関する疑問を保留すると、内なる声に耳を傾ける。そのとき、嵐の中から神自身がヨブに顕現する。神は二度語る。ヨブは知識が欠如しているが正しく語ったと神は評価している（因果応報が究極ではないということ）。神はヨブに戦いとして逆説的な質問を投げる。
神は最初に、（人は神が創造した最高傑作であるものの）神の計画の主人公ではないどころか創造に全く関与しておらず、神の活動の目的は人間の活動を超越したところにあることを指摘する。
また、ヨブが知っていることを示す。ヨブは神の無償の行為の世界の中に生きていることを理解して知っている。自然現象を見て知っている。
神には計画がある。人間が世界の中心にいることを否定している。動物は奔放である。そして、創造の神と救済の神は同一である。
神は引き下がるヨブに発言を求める。しかし、ヨブは自分の小ささを知り、神の活動の目的の中心に人間がいないことを理解して満足して退く。神はヨブに神を取るか、自分を取るのか選択を迫る。
神に勝つには、小さい存在のヨブが、創造物の性格を変え、消滅させなければならないと、創造を否定しなければならないという矛盾がある。ましてや、神の性格を人間が決めているのではない。
ベヘモットやレビヤタンという最も強い獣を象徴する（空想上の）動物の解釈は様々であるが、素直に各々の動物の性質や物語の意義を考えて、（ヨブが遭遇した）混沌・災い（をもたらす動物）も神の創造の活動の一部であると理解することもできる。世界には人が思い通りにならない災いがあるが、世界は災いではなく、すべては神の支配下にある。
ヨブは、神には計画が成就されつつあることを知り、新たな発見があり、神に出会えて喜び、自分の神への失礼に気づき塵と灰の上で伏して自分を悔い改める。ヨブの不満はなくなった。神の正義も災いも、無償の愛に起因して、無償の愛の中に成立している。（「神から幸福をいただいたのだから、不幸もいただこうではないか。」（2：10）と述べたヨブの正しさに帰結する。）

### エピローグ
物語の結末において神の怒りは三人の友に向けられている。
そして、今回の議論の過程で傷ついたヨブが彼らのために祈らなければ、その罪は清められないと告げる。ヨブは三人が神の言葉に従って生贄を捧げるのを見ると彼らのために祈った。するとその祈りは神に聞き入れられた。同時に神は、ヨブの失われた財産を元に戻すことについても同意した。
ここで語り部は、家族と財産の返還、並びに神から得られた贖いついて以下のように述べている。
そして、『ヨブ記』を次の一文で結んでいる。
- ヨブは災難の後に財産を二倍にされて境遇が以前より優れているのは、物語の構成上に違和感があるが、最低限の価値としてのわかりやすさを優先しているのかも知れない。永遠の観点からはヨブの信仰の価値としては低すぎると考えられるが、ヨブの一生で表現しなければいけないという物語の制約が大きい。
- ヨブは140歳まで生きているが、ノアの時代に人の一生が120年とされ[32]、ヨセフ110歳[33]、モーセ120歳[34]、ヨシュア110歳[35]に比べても、主によって寿命が加えられている。

## 全体の構図
ヨブとサタンは「どこから来たのか」という共通する問いかけに対して、ヨブは「わたしは裸で母の胎を出た。裸でそこに帰ろう。主は与え、主は奪う。」と主張するのに対して、サタンは「地上を巡回しておりました。」と異なる主張をするように、自分と創造主との関係の認識に相違がある。これが38章以降の主の応答の中で活きており、ヨブは自分自身が創造主に与えられた客体に過ぎないことを理解する。
ヨブは自分の出生を呪い、苦痛のために元の塵に戻りたいと考えているが、エリファズは、塵から災いは出てこないとヨブの主張を否定して、地上的な願望のために神との和解を求めている。三人の友人はよく地上の世界観を理解してヨブに説いているが、世界の境遇は人間の善悪の帰結であると説明して、神から与えられた人生の中に罪を見いだそうとする（塵に過ぎない人間が、自分を我がものにする不幸と罪がある）。
エリフはヨブに対して言葉は激しいが、ヨブと世界観は共有し、へりくだり待つように伝え、憐れみ深い人を苦しめないとヨブに伝え、主を待ち望む。
ヨブの主張である「不遇も含めて、創造主から人生全てが与えられていること」と、三人の友人が神から与えられる人生を自分本位に善悪を判断している傾向が浮かび上がる形で、創造主の応答が外挿されており、最終的に、主がヨブは正しいと三人の友人に説明する。
財産を倍にされた後、ヨブは塵にかえり、ヨブの主張のとおり、全てが主へささげられる。

## 『ヨブ記』の伝統的な解釈
- ハザルによるいくつかのミドラーシュにおいては、ヨブはミディアン人の祭司イトロと同時代の人物で、彼と同じくファラオの宮廷で仕えていたとされている。一方タルムードでは、その説に疑問を呈するに及んで「ヨブは実在の人物ではなく寓意に過ぎない」という伝統的なそれとは趣を異にする見解を提示している。
- 『ヨブ記』では、神の創造の計画は人間の理解を超えているので、義人の苦難という問題は理解の外にあるものとして位置づけている。文章上は、人間が生きている世界は神だけでなくサタンの支配も及んでおり、場合によっては正義が災いを受けて悪が栄えることもあるが、最後は神の影響力が勝利すると理解することができる。サタンが冒頭だけで、他は出てこないところも意味深長である。ただし、神とは何か、サタンとは何か、神とサタンは同じものなのか等の様々な疑問は残るところで、ヨブ記には、（本来は記述すべきであった）記述しきれない情報が大量にあることも理解しておく必要がある。
- ラムバン（ラビ・モーシェ・ベン・ナフマン）の見解によれば、ヨブは輪廻転生の思想を示唆していたのであり、それこそが勧善懲悪の問題に対する真の解答になるとしている。彼以外の注釈者たちも『ヨブ記』には来世についての暗示があると強調しているのだが、実際のところ同書には輪廻転生の思想を匂わす記述は見当たらず、あべこべに、ヨブには人間の希望が死後にあることを否定している節さえ見受けられる。

- 別の注釈では、『ヨブ記』は勧善懲悪の問題に対する解答をはぐらかしているのではなく、神の権威を示すことこそが同書の本義なのであり、その思想は後半部の自然界、動物界に関する描写に反映されていると述べている。また、人間同士の議論を経たところで神の営みを理解することは不可能であり、とにかく人間は、神の崇高さを前にしては謙虚に振舞い、些細な事にも気を配らねばならないと説いている。
- 『ヨブ記』の成立年代についてはタルムードの中で繰り返し議論されている。最も早期に見積もる説ではヨブの生きた時代を族長時代としており、それ以外には士師の時代、クセルクセスの時代を挙げている。[49]

## 『ヨブ記』に関する批判的な意見
- 神とサタンの対話、ヨブの試練に関する両者の合意、及びヨブが自らの苦難に対する報いを受け入れる大団円の場面は、いわゆる枠小説の枠に該当すると見なされているのだが、そもそもはこの枠の部分が単独の物語として存在し、それが伝承される過程で詩文学の章句が組み込まれたとする説がある。また、この枠の部分は偶像崇拝のモチーフが混在しており、実際、ヒンドゥー教の神話との類似性が認められてもいる。
- 『ヨブ記』には旧約聖書の他の書物には見られないがために語義を正しく確定できない単語が多すぎる、という点が指摘されている。また、ヨブ記の難解な点を説明する偏った見解として、同書がアラム語から翻訳されたとするものがあり（この説はすでにアブラハム・ベン・エズラによって提示されている）、さらには多くの章句が様々な言語によって解釈できるとしている。例えば30章24節の前半は以下のようになる。

- ヨブと友人たちそれぞれの見解に見られる矛盾点については、『ヨブ記』のテキストは物語の連続性よりも主題の論理性を優先して再構成されていると一部の研究者によって説明されている。